# فقيرزهي نورمحمد
فقيرزهي نورمحمد (بالفارسية: فقیرزهی نورمحمد) هي قرية تقع في منطقة بولان في إيران. يقدر عدد سكانها بـ 209 نسمة بحسب إحصاء 2016.